# Bridgeview
Bridgeview é uma aldeia localizada no estado americano de Illinois, no Condado de Cook.

## Demografia
Segundo o censo americano de 2000, a sua população era de 15.335 habitantes.
Em 2006, foi estimada uma população de 14.966, um decréscimo de 369 (-2.4%).

## Geografia
De acordo com o United States Census Bureau tem uma área de 10,7 km², dos quais 10,7 km² cobertos por terra e 0,0 km² cobertos por água.

## Localidades na vizinhança
O diagrama seguinte representa as localidades num raio de 8 km ao redor de Bridgeview. 